# Theo Breidenbach
Theodor Breidenbach (* 13. August 1928 in Köln; † 7. Juli 2019 in Düsseldorf) war ein deutscher Werbefachmann und langjähriger Kreativdirektor der Düsseldorfer Werbeagentur Grey.
Nach dem Zweiten Weltkrieg machte Theo Breidenbach eine Ausbildung bei einer Versicherung, arbeitete im Gaststättengewerbe und besuchte schließlich eine Werbefachschule. 1955 begann er als Werbetexter bei der Agentur Werbe-Gramm in Düsseldorf, der Vorgängerin von Grey. 1965 wurde er Kreativdirektor und Geschäftsführer der Agentur. Bis 1996 blieb er Vorsitzender, bis 2008 hielt er noch Anteile an der 2005 von der britischen WPP-Holding übernommenen Netzwerkagentur.
Das von Breidenbach und Roland Töpfer 1958 kreierte HB-Männchen (Bruno) war im Westdeutschland der Nachkriegszeit eine der bekanntesten Werbefiguren. Breidenbach hatte die Idee zu einer Figur, die mit den Tücken des Alltags kämpfte und mit der sich jeder identifizieren konnte; Töpfer war ihr Zeichner. Breidenbach hatte auch die Federführung über weitere Kampagnen, darunter für den Autobauer BMW („Aus Freude am Fahren“), das Bonbon „nimm2“ oder das Saftgetränk „hohes C“.
Breidenbach starb 2019 im Alter von 90 Jahren und wurde auf dem Düsseldorfer Nordfriedhof beigesetzt.

## Publikationen
- Targeting: Marken erfolgreich positionieren. Marketing ohne Streuverluste. Metropolitan, Düsseldorf/Regensburg 1998, ISBN 978-3-89623-131-4.
- Zielorientiertes Marketing : Marken unverwechselbar aufbauen und positionieren /. Metropolitan, Düsseldorf/Berlin 2000, ISBN 978-3-89623-216-8.